# 작센로스

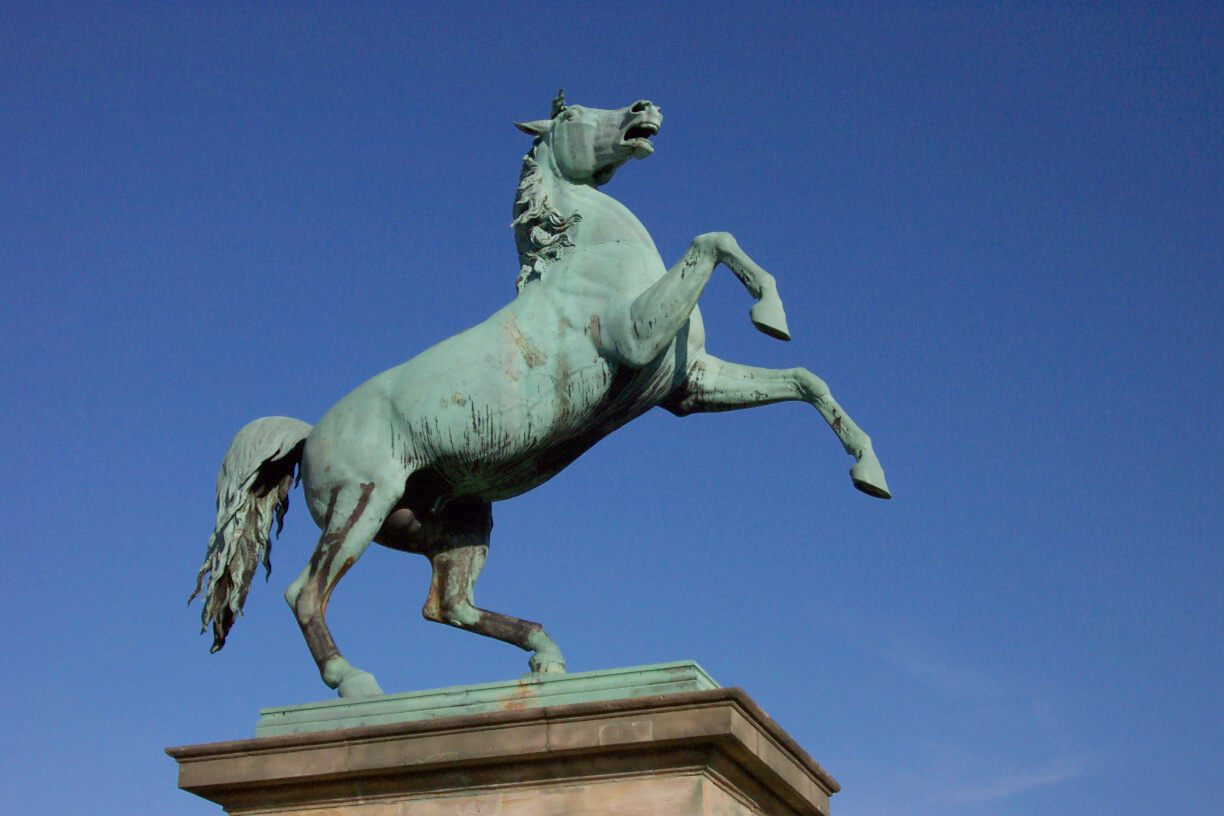
독일 하노버의 말 동상.

작센로스(독일어: Sachsenross)는 색슨계의 문장학에서 자주 나타나는 모티프다. "작센의 말"이라는 뜻이며, 영국에서는 켄트의 백마(영어: White Horse of Kent)라고 부른다.
작센로스는 작센 공국에서 처음 출현했다. 색슨인 지도자 빈두킨트가 타고 다닌 흑마와 백마에서 유래했다고 하는데, 흑마는 이교도, 백마는 기독교도를 상징한다고 한다.

하노버 왕국의 국기.
프로이센 왕국 하노버 주의 문장.
프로이센 왕국 베스트팔렌 주의 문장.
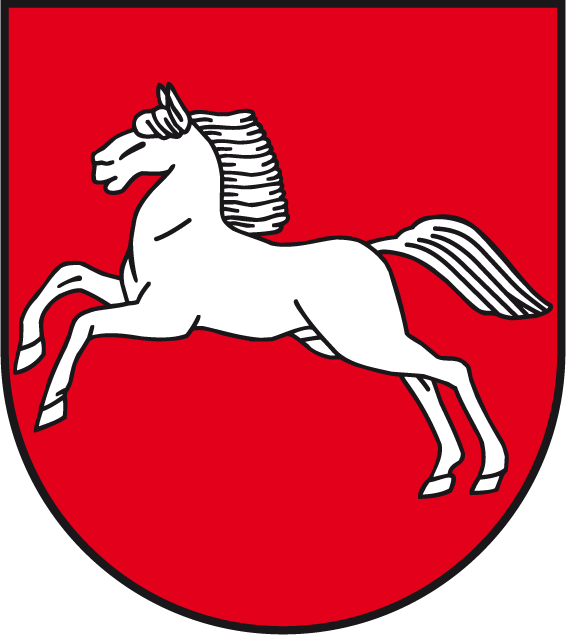
브라운슈바이크 자유주의 문장.
하노버 주의 주기.
니더작센주의 문장.
노르트라인베스트팔렌주의 문장.
잉글랜드 켄트주의 문장.

## 같이 보기
- 프로이센의 국장
- 독일의 국장